# Arebinnamangala, Bangalore North
Arebinnamangala là một làng thuộc tehsil Bangalore North, huyện Bangalore Urban, bang Karnataka, Ấn Độ.